# Ніна Семашко
Антоніна (Ніна) Ядвіга Семашко (англ. Nina Siemaszko, 14 липня 1970) — американська акторка польсько-англійського походження.

## Життєпис
Народилася 14 липня 1970 року у сім'ї поляка Константіна Семашка та англійки Колетт Макалістер. Брат Кейсі Семашко (англ. Casey Siemaszko, при народженні Казімеж, пол. Kazimierz A. Siemaszko) теж актор. Навчалася у Драматичній школі Гудмана та Університеті Чикаго, разом з акторкою Джилліан Андерсон. Захоплюється сноубордом, бігом на марафонські дистанції і бальними танцями.
Вперше Ніна Семашко з'явилася в кіно в 1986 році в картині «Ще одна суботня ніч», але найбільшу популярність вона отримала як телевізійна акторка. З'явилася в таких телесеріалах як: «Чиказька надія», «Західне крило», «C.S.I. Місце злочину», «Мертва справа», «Паперовий детектив» (серія «Таємнича жінка»).
У 1992 році Ніна Семашко зіграла Мак-Класкі у фільмі «Скажені пси», але сцени з її участю були вирізані з фільму. Видалені сцени можна знайти на DVD. Акторка зіграла у фільмі 1992 року «Дика орхідея 2: Два відтінки смутку» Залмана Кінга в головній ролі Блю. Фільм 1995 року «Довіреність» приніс Ніні Семашко нову хвилю успіху. Далі пішов успіх іншої картини — драми режисера Роба Райнера «Американський президент».
У 2005 і 2006 роках на екрани вийшла ціла серія телефільмів під назвою: «Таємнича жінка: Турне з вбивством», «Таємнича жінка: Таємничий вікенд», «Таємнича жінка: Секрет гри», «Таємнича жінка: Фатальні знімки», «Таємнича жінка: Бачення вбивства», «Таємнича жінка: З першого погляду», «Таємнича жінка: О, бебі», «Таємнича жінка: Спокута», «Таємнича жінка: Загадка Дикого Заходу», «Таємнича жінка: В тіні», де Ніна Семашко зіграла роль помічниці прокурора Кессі Гіллмен.
У 2007 році акторка органічно вписалася в американську стрічку «Приватна практика». Наступна роль Семашко — докторка Емерсон в трилері 2008 року «Привиди Моллі Гартлі».
23 лютого 1993 року Ніна Семашко народила дочку Ніколь, чий батько публічно невідомий.

## Фільмографія
| Рік       |    | Українська назва                      | Оригінальна назва                   | Роль                                  |
| --------- | -- | ------------------------------------- | ----------------------------------- | ------------------------------------- |
| 2018      | тф |                                       | Hailey Dean Mystery: A Will to Kill | Олівія                                |
| 2017      | ф  | Ненависть                             | The Hatred                          | Міріам                                |
| 2017      | с  | Американський злочин                  | American Crime                      | Лора                                  |
| 2016      | с  | Єднання                               | Togetherness                        | Ліндсі                                |
| 2013      | ф  | Елітне суспільство                    | The Bling Ring                      | детективка                            |
| 2013      | с  | Важкий понеділок                      | Monday Mornings                     |                                       |
| 2011      | с  | Головний підозрюваний                 | Prime Suspect                       | Пеггі                                 |
| 2011      | кф |                                       | Lily Look Here                      | Делія                                 |
| 2011      | ф  | Артист                                | The Artist                          | мила жінка                            |
| 2010      | с  | Минуле життя                          | Past Life                           | Шерон Муді                            |
| 2006—2010 | с  | Мертва справа                         | Cold Case                           | Джулі Вера                            |
| 2009      | вг |                                       | Jak and Daxter: The Lost Frontier   | комп'ютер / літак / піратка (голоси)  |
| 2009      | с  | Врятувати Грейс                       | Saving Grace                        | Гізер                                 |
| 2009      | с  | Свідомість                            | Mental                              | Мімі Петерс                           |
| 2009      | с  | Анатомія Грей                         | Grey's Anatomy                      | Кейт Карлсон                          |
| 2009      | с  | Ілай Стоун                            | Eli Stone                           | Кеті Бохнер                           |
| 2008      | ф  | Привиди Моллі Гартлі                  | The Haunting of Molly Hartley       | доктор Емерсон                        |
| 2007      | с  | Приватна практика                     | Private Practice                    | Кетлін                                |
| 2007      | с  | Без сліду                             | Without a Trace                     | Селія                                 |
| 2007      | тф | Таємнича жінка: У тіні                | Mystery Woman: In the Shadows       | Кессі Гіллмен                         |
| 2006      | с  | Закон і порядок: Злочинні наміри      | Law & Order: Criminal Intent        | Клавдія Даффі                         |
| 2006      | тф | Таємнича жінка: Спокута               | Mystery Woman: Redemption           | Кессі Гіллмен                         |
| 2006      | тф | Таємнича жінка: О, бебі               | Mystery Woman: Oh Baby              | Кессі Гіллмен                         |
| 2001—2006 | с  | Західне крило                         | The West Wing                       | Еллі Бартлет (9 епізодів)             |
| 2006      | тф | Таємнича жінка: Загадка Дикого Заходу | Mystery Woman: Wild West Mystery    | Кессі Гіллмен                         |
| 2006      | тф | Таємнича жінка: З першого погляду     | Mystery Woman: At First Sight       | Кессі Гіллмен                         |
| 2005      | тф | Таємнича жінка: Секрет гри            | Mystery Woman: Game Time            | Кессі Гіллмен                         |
| 2005      | тф | Таємнича жінка: Бачення вбивства      | Mystery Woman: Vision of a Murder   | Кессі Гіллмен                         |
| 2005      | тф | Таємнича жінка: Турне з убивством     | Mystery Woman: Sing Me a Murder     | Кессі Гіллмен                         |
| 2005      | тф | Таємнича жінка: Фатальні знімки       | Mystery Woman: Snapshot             | Кессі Гіллмен                         |
| 2005      | тф | Таємнича жінка: Таємничий вікенд      | Mystery Woman: Mystery Weekend      | Кессі Гіллмен                         |
| 2004      | вг |                                       | Grand Theft Auto: San Andreas       | пішоходка / радіореклама (голоси)     |
| 2004      | с  | CSI: Місце злочину                    | CSI: Crime Scene Investigation      | Лінлі Паркер                          |
| 2004      | с  | Справедлива Емі                       | Judging Amy                         | Крісті Волинскі                       |
| 2003      | тф | Колядка                               | A Carol Christmas                   | Роберта                               |
| 2001      | с  | Філадельфія                           | Philly                              | Тереза Ваєт                           |
| 2001      | с  | Захисник                              | The Guardian                        | Сюзана Клемонс                        |
| 2001      | с  | Поліція Нью-Йорка                     | NYPD Blue                           | Дебра                                 |
| 2000      | ф  | Гарних снів, Гатчу Раймсе             | Sleep Easy, Hutch Rimes             | Голлі Праудфіт                        |
| 2000      | тф | Затемнення                            | The Darkling                        | Марла Оболд                           |
| 2000      | с  | Мисливиця                             | The Huntress                        | Дорінда Паттерсон                     |
| 1999      | ф  | Велика стрижка                        | The Big Tease                       | Беті Фуего                            |
| 1999      | с  | Холодні ноги / Боягузи                | Cold Feet                           | Боб                                   |
| 1999      | ф  | Яків-брехун                           | Jakob the Liar                      | Роза                                  |
| 1999      | с  | Спортивний вечір                      | Sports Night                        | Голлі                                 |
| 1998      | ф  | Паперова лілія                        | Paperlily                           |                                       |
| 1998      | с  | Інші казки міста (міні-серіал)        | More Tales of the City              | Мона Ремсі (6 епізодів)               |
| 1998      | ф  | Прощавай, коханцю                     | Goodbye Lover                       | телекоментаторка                      |
| 1997      | тф |                                       | Breast Men                          | засмучена пані на конференції         |
| 1997      | ф  | Наодинці з убивцею                    | Kiss & Tell                         | Шеллі                                 |
| 1997      | ф  | Королі самогубства                    | Suicide Kings                       | Дженіффер                             |
| 1997      | ф  | Джордж Б.                             | George B.                           | Анджела                               |
| 1997      | тф | Автомобіль-утікач                     | Runaway Car                         | Джені Тодд                            |
| 1996      | с  |                                       | Out of Order                        |                                       |
| 1996      | ф  | Джонс                                 | Johns                               | повія Тіфані                          |
| 1995      | с  |                                       | CBS Schoolbreak Special             | голоси                                |
| 1995      | ф  |                                       | Love and Happiness                  | Ніна                                  |
| 1995      | ф  | Американський президент               | The American President              | Бет Вейд                              |
| 1995      | в  | Довіреність                           | Power of Attorney                   | Марія                                 |
| 1995      | тф | Костоправ                             | Sawbones                            | Джені Слоан                           |
| 1994      | с  | Чиказька надія                        | Chicago Hope                        | Глорія Маккіннон                      |
| 1994      | ф  | Порожні голови                        | Airheads                            | Суззі                                 |
| 1994      | тф |                                       | Baby Brokers                        | Ліенн Діз                             |
| 1994      | ф  | Плутанина                             | Floundering                         | Гел                                   |
| 1993      | с  | Байки зі склепу                       | Tales from the Crypt                | Стела Бішоп                           |
| 1993      | ф  | Святий із Форт-Вашингтона             | The Saint of Fort Washington        | Тамсен                                |
| 1993      | ф  | Двадцять доларів                      | Twenty Bucks                        | працівниця банку                      |
| 1992      | с  | Щоденники Червоної Туфельки           | Red Shoe Diaries                    | Труді                                 |
| 1992      | ф  | Скажені пси                           | Reservoir Dogs                      | (сцени з її участю видалені з фільму) |
| 1992      | с  | Сінатра (міні-серіал)                 | Sinatra                             | Міа Ферроу (4 серії)                  |
| 1991      | ф  | Дика орхідея 2: Два відтінки смутку   | Wild Orchid II: Two Shades of Blue  | Блю Макдональд                        |
| 1991      | ф  | Ліжко і сніданок                      | Bed & Breakfast                     | Кессі                                 |
| 1991      | ф  | Пройдисвітки                          | Little Noises                       | Долорес                               |
| 1990      | тф | Ворог народу                          | An Enemy of the People              | Полі Стокман                          |
| 1989      | ф  | Загублені ангели                      | Lost Angels                         | Мерілі                                |
| 1989      | с  | Самотній голуб                        | Lonesome Dove (міні-серіал)         | Джені                                 |
| 1988      | ф  | Такер: Людина і його мрія             | Tucker: The Man and His Dream       | Мерилин Лі Такер                      |
| 1988      | ф  | Водійські права                       | License to Drive                    | Наталі Андерсон                       |
| 1986      | ф  | Ще один суботній вечір                | One More Saturday Night             | Карен Лундал                          |